# Masatoshi Mizutani
Masatoshi Mizutani (水谷 允俊 Mizutani Masatoshi?), född 7 juli 1987 i Mie prefektur, är en japansk före detta fotbollsspelare.
Mizutani började sin karriär 2008 i FC Gifu. 2010 flyttade han till FC Suzuka Rampole. Efter FC Suzuka Rampole spelade han för FC Kariya. Han avslutade karriären 2012.